# Laboratoire de la science-fiction
Laboratoire de la science-fiction (FantLab) est un site Web non commercial créé en juillet 2004 et spécialisé dans les littératures de l'imaginaire : science-fiction, fantasy, fantastique, etc.

## Principes et buts
Les particularités du site, qui déterminent sa position dans le secteur russe du Net, sont :
- bibliographies très complètes et fiables des écrivains travaillant dans le domaine de l'imaginaire (SF, fantasy, etc.)
- classements des livres et des auteurs basés sur les appréciations des visiteurs
- critiques d'amateurs
- système de recommandations individuelles
- classification des œuvres littéraires par genre
- information sur les parutions prochaines (plans et projets éditoriaux) et sur les prix littéraires (nationaux et internationaux).